# Todos Tus Muertos
Pour les articles homonymes, voir Todos tus muertos.
Todos Tus Muertos est un groupe argentin de punk rock, rock et reggae, originaire de Buenos Aires. Il est formé en 1985 et compte huit albums. Le groupe se compose de Félix Gutiérrez à la basse, Horacio Villafañe à la guitare (Gamexane), Cristian Ruiz à la batterie, et Fidel Nadal au chant. Horacio et Felix sont d'anciens membres de Los Laxantes, groupe pionnier du mouvement punk rock dans le milieu underground de Buenos Aires à cette époque.
En 2004, trois de ses membres d'origine décident de ressusciter le groupe et de faire une tournée de réunion, publiant sur le coup un album live. Pablo Molina confirme le retour de Todos Tus Muertos en 2015 à travers une interview. Après cinq ans d'absence, le groupe se réunit pour célébrer ses 30 ans de carrière, mais cette fois avec Fidel Nadal, 16 ans après son départ. 

## Origine du nom
Le nom s'inspire de plusieurs faits historiques et sociétaux ; de l'encyclique papale Totus tuus, des 30 000 disparus durant la dernière dictature militaire argentine sous Jorge Rafael Videla à la fin des années 1970, et de « la mort de la jeunesse qui subit toutes les portes fermées », selon les propres mots de Gamexane.

## Histoire

### Première phase (1985-2000)
Vers 1985, Jorge Serrano et Félix Gutiérrez décident de former Todos Tus Muertos, pour lequel ils recrutent Horacio Villafañe - connu sous le nom de Gamexane - et un mineur, appelé Fidel Nadal,,,. Après le départ de Serrano - qui rejoindra Los Auténticos Decadentes - la formation reste sur Gutiérrez à la basse, Horacio Villafañe (Gamexane) à la guitare (ex-membres de Laxatives), Cristian Ruiz à la batterie et Fidel Nadal au chant. Les membres commencent à jouer la même année, en faisant partie d'un nouveau mouvement musical qui prend forme autour de groupes comme Masacre Palestina, Sentimiento Incontrolable, et Attaque 77. Tandis que la tendance à l'époque déclinait vers le punk rock, TTM fusionne ce dernier à des éléments de reggae et de punk hardcore.
Leur premier enregistrement est la démo Noche agitada de cementerio, produite en 1986. Deux ans plus tard, en 1988, il lancent le label TTM Poppy Manzanedo et signe un partenariat avec la multinationale RCA Records, où ils sortent leur premier album, Todos Tus Muertos.

### Deuxième phase (2004-2011)
Après quatre ans d'inactivité, depuis 2000, le groupe revient avec 2004 avec Pablito Molina jouer au festival Quilmes Rock, aux côtés de Los Auténticos Decadentes, avec qui le groupe fusionne pour former le groupe Todos Tus Decadentes. Ils reviennent jouer au festival Oye Reggae, en janvier 2006 à Córdoba.
Horacio Villafañe (Gamexane) décède le 23 novembre 2011, à l'âge de 48 ans, des suites d'une hémorragie digestive, ce qui force le groupe à annuler ses futurs concerts au Mexique,.

### Troisième phase (depuis 2016)
En 2016, le groupe se réunit autour du bassiste original, Félix Gutiérrez, et le duo vocal Fidel Nadal-Pablo Molina.

## Membres

### Membres actuels
- Pablo Molina - chant
- Felix Gutiérrez - basse, chœurs
- Fidel Nadal - chant
- Germán Álvarez - claviers, chœurs

### Musiciens live
- Damián Domínguez - batterie
- Ricardo Sanguinetti - guitare

## Discographie
- 1988 : Todos tus muertos
- 1990 : Nena de Hiroshima
- 1994 : Dale aborigen
- 1995 : Argentina te asesina
- 1996 : Subversiones
- 1998 : El Camino real
- 2006 : Re-Unión
- 2010 : Crisis Mundial